# فريدريك باركلي
فريدريك باركلي (1868 - ) (بالإنجليزية: Frederick Barclay)‏ هو لاعب كريكت نيوزلندي.

## وصلات خارجية
- فريدريك باركلي على موقع إي آس بي آن كريك إنفو (الإنجليزية)